# Parce que (typographie)
Pour les articles homonymes, voir Parce que.
En typographie, parce que « ∵ » est un symbole rare se composant de trois points placés en triangle pointant vers le bas.
C'est le caractère U+2235 d'Unicode : ∵.